# کوره‌های خویس
کوره‌های خویس، روستایی در عبدالخان از توابع بخش شاوور شهرستان شوش در استان خوزستان ایران است.

## جمعیت
این روستا در دهستان شاوور قرار دارد و براساس سرشماری مرکز آمار ایران در سال ۱۳۸۵، جمعیت آن ۶۸ نفر (۱۶خانوار) بوده‌است.